# Open Season (chanson)
Singles de Josef Salvat
Diamonds
(2014)
Open Season ou Open Season (une autre saison) est un single du chanteur australien Josef Salvat sorti en 2014. Il existe deux versions de la chanson, l'une est en anglais, l'autre est en anglais et en français.

## Classements
| Classement (2014-15)                    | Meilleure position |
| --------------------------------------- | ------------------ |
| Belgique (Flandre Ultratip 100)         | 40                 |
| Belgique (Wallonie Ultratop 50 Singles) | 14                 |
| Belgique (Wallonie Ultratip 50)         | 3                  |
| Belgique (Wallonie Ultratop 50 Airplay) | 11                 |
| France (SNEP)                           | 10                 |
| France (SNEP Streaming)                 | 40                 |